# Joana Isabel de Baden-Durlach
Joana Isabel de Baden-Durlach (3 de outubro de 1680 – 2 de julho de 1757) foi uma duquesa de Württemberg graças ao seu casamento com o duque Everardo Luís.

## Casamento
Joana de Baden-Durlach nasceu no Castelo de Karlsburg, Durlach, a terceira filha do marquês Frederico VII de Baden-Durlach e da sua esposa, a duquesa Augusta Maria de Holstein-Gottorp.
Em 1697, Joana casou-se num casamento duplo em Baden e Württemberg com o duque Everardo Luís de Württemberg, filho do duque Guilherme Luís de Württemberg e da condessa Madalena Sibila de Hesse-Darmstadt. O casal uniu as duas principais dinastias do sul da Alemanha. O casamento de Joana foi celebrado na Suíça, onde a corte de Baden se encontrava exilada devido às várias invasões francesas de que o ducado era alvo. Dois meses depois, celebrou-se em Estugarda o casamento da irmã de Everardo Luís, Madalena Guilhermina, com o príncipe-herdeiro e mais tarde marquês Carlos III Guilherme de Baden-Durlach. Everardo dava pouca atenção à sua esposa e alegadamente só se terá casado com ela para se aproximar de uma das suas damas-de-companhia.

## Separação
Depois de Joana dar à luz um filho no primeiro ano de casamento, o príncipe-herdeiro Frederico Luís, o casal passou a viver separado grande parte do tempo. Devido à sua carreira militar, Everardo Luís começou a passar cada vez menos tempo em Estugarda. Em 1704, participou na Batalha de Blenheim e foi depois nomeado comandante do Exército do Reno. Em 1707, tornou-se marechal-de-campo das tropas suábias na Guerra da Sucessão Espanhola. Era importante para ele comandar um exército activo, ser um modelo a seguir e criar um estado absolutista ao estilo francês com uma corte brilhante. Joana Isabel agarrou-se a ideias pietistas de moralidade nas quais tinha sido educada e deixou-se ficar no velho castelo em Estugarda.

## O Caso Grävenitz
Everardo Luís de Württemberg foi o primeiro duque a viver abertamente com uma amante, Wilhelmine von Grävenitz. Quando se casou morganaticamente com ela em 1707, o casamento foi considerado um escândalo. Depois de se queixar ao imperador Carlos VI, Joana conseguiu fazer com que o casamento fosse dissolvido e que Grävenitz fosse enviada para o exílio na Suíça.
O seu marido regressou em 1710 quando a sua amante se casou por interesse com o conde von Würben e conseguiu também regressar ao ducado. Everardo e a sua amante passaram a viver a maior parte do tempo em Ludwigsburg. Em 1718, a residência oficial também se mudou para essa cidade. Entretanto, Joana Isabel continuou a viver no velho palácio em Estugarda, recusando-se a pedir o divórcio e o casamento nunca foi dissolvido.
A morte prematura do único filho de Joana, o príncipe Frederico Luís, em 1731, ameaçou a mudança do poder em Württemberg para o ramo católico da família. Devido a este perigo, Everardo Luís rompeu a sua relação com Wilhelmine of Grävenitz e tinha esperança de conceber um herdeiro legítimo com a sua esposa há muito ignorada. A idade avançada do casal e a morte iminente do duque a 31 de Outubro de 1733 acabaram por fazer com que estes esforços não tivessem qualquer resultado.
Joana Isabel viveu mais de vinte anos que o marido. Como viúva, passou a viver no Castelo de Kirchheim e morreu no Schloss Stetten em Stetten, no Vale Rems. Foi enterrada na igreja do Castelo de Ludwigsburg.

## Genealogia
| Joana Isabel de Baden-Durlach | Pai: Frederico VII de Baden-Durlach    | Avô paterno: Frederico VI, Marquês de Baden-Durlach               | Bisavô paterno: Frederico V de Baden-Durlach                     |
| Joana Isabel de Baden-Durlach | Pai: Frederico VII de Baden-Durlach    | Avô paterno: Frederico VI, Marquês de Baden-Durlach               | Bisavó paterna: Bárbara de Württemberg                           |
| Joana Isabel de Baden-Durlach | Pai: Frederico VII de Baden-Durlach    | Avó paterna: Cristina Madalena do Palatinado-Zweibrücken-Kleeburg | Bisavô paterno: João Casimiro do Palatinado-Zweibrücken-Kleeburg |
| Joana Isabel de Baden-Durlach | Pai: Frederico VII de Baden-Durlach    | Avó paterna: Cristina Madalena do Palatinado-Zweibrücken-Kleeburg | Bisavó paterna: Catarina da Suécia                               |
| Joana Isabel de Baden-Durlach | Mãe: Augusta Maria de Holsácia-Gottorp | Avô materno: João Adolfo de Holsácia-Gottorp                      | Bisavô materno: Adolfo de Holsácia-Gottorp                       |
| Joana Isabel de Baden-Durlach | Mãe: Augusta Maria de Holsácia-Gottorp | Avô materno: João Adolfo de Holsácia-Gottorp                      | Bisavó materna: Cristina de Hesse                                |
| Joana Isabel de Baden-Durlach | Mãe: Augusta Maria de Holsácia-Gottorp | Avó materna: Augusta da Dinamarca                                 | Bisavô materno: Frederico II da Dinamarca                        |
| Joana Isabel de Baden-Durlach | Mãe: Augusta Maria de Holsácia-Gottorp | Avó materna: Augusta da Dinamarca                                 | Bisavó materna: Sofia de Meclemburgo-Güstrow                     |